# Eddy Merckx

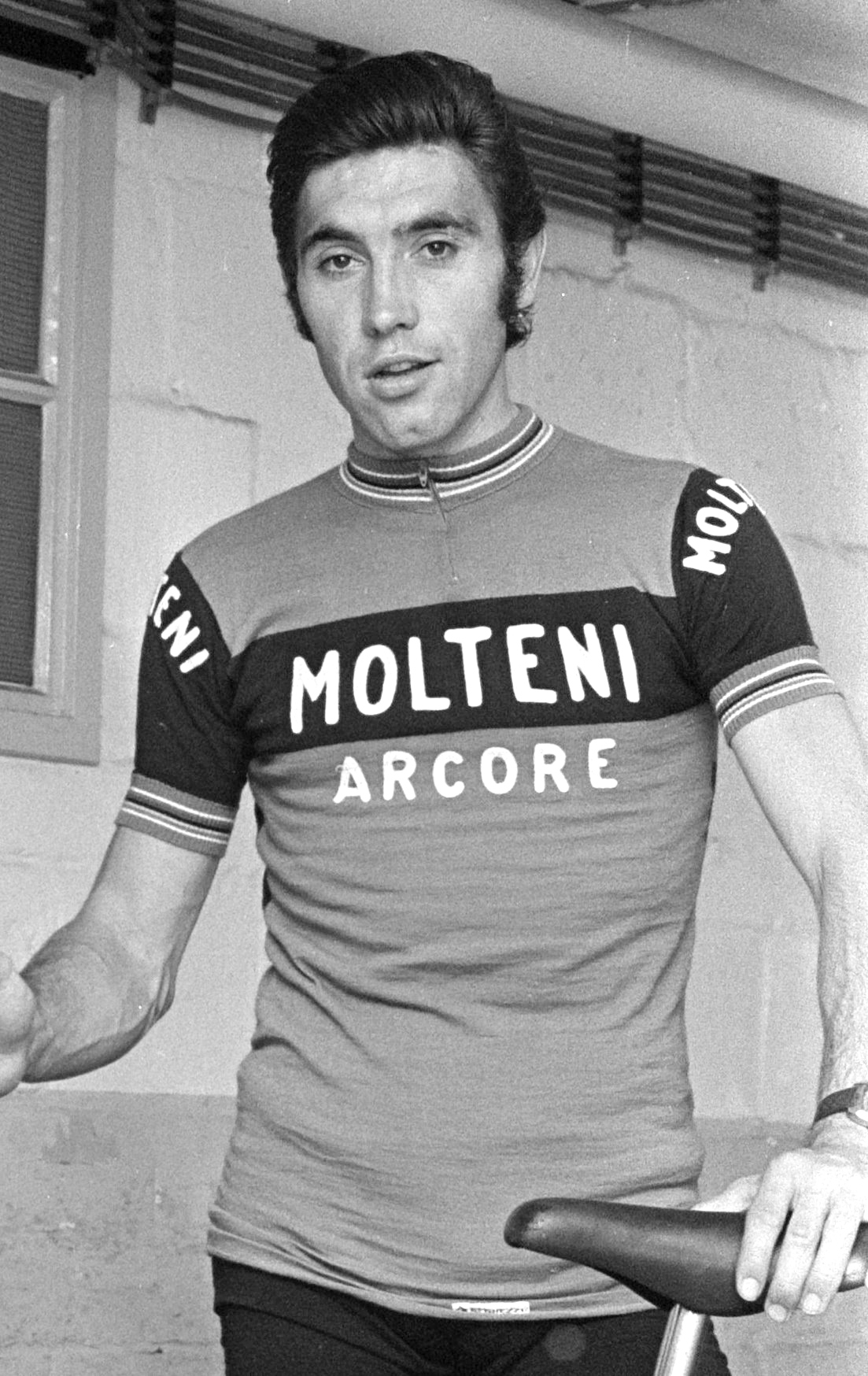
Eddy Merckx

Eddy Merckx (sinh ngày 17 tháng 6 năm 1945 tại Meensel-Kiezegem, Bỉ) là một cựu tay đua xe đạp đường trường người Bỉ
Trong khoảng thời gian từ 1965 đến 1978 ông đã chiến thắng hơn 530 cuộc đua, trong số đó có Tour de France và Giro d'Italia, mỗi giải 5 lần. Khả năng có một không hai của ông là có thể nổi bật trong tất cả các lãnh vực của bộ môn thể thao xe đạp: ông đã thắng các cuộc đua trong một ngày cổ điển, các cuộc đua vòng lớn và các cuộc đua sáu ngày, ông từng chiếm tư thế áp đảo trong các chặng leo núi, đua tính giờ và nước rút. Ngày nay Merckx được xem như là tay đua xe đạp có nhiều thành công nhất từ trước đến nay.
Ngay từ năm 1966, năm thứ hai trong sự nghiệp đua xe đạp chuyên nghiệp của ông, Eddy Merckx đã bắt đầu chuỗi dài chiến thắng của mình trong bộ môn thể thao xe đạp quốc tế bằng cách chiến thắng hai "đài kỷ niệm của thể thao xe đạp": Milano-San Remo và cuộc đua vòng Flanders. Trong hai năm tiếp theo đó bên cạnh nhiều cuộc đua cổ điển ông đã thắng lần đầu giải vô địch đua xe đạp thế giới (World Cycling Championship) năm 1967 và cuộc đua vòng quanh quốc gia đầu tiên của ông, giải Giro d'Italia.
Tiếp theo đó, năm 1969 ông tham dự lần đầu tiên Tour de France và đã chiếm tư thế áp đảo với một phong cách có một không hai: bên cạnh chiến thắng chung cuộc, ông về nhất trong 7 chặng đua và, ngoài ra, là tay đua độc nhất trong lịch sử đồng thời đoạt được chiếc áo dành cho cua rơ leo núi nhanh nhất và chiếc Áo xanh cho tay đua nước rút tốt nhất. Như vậy người Bỉ này thật sự đã chiến thắng tất cả những gì có thể chiến thắng được trong bộ môn thể thao xe đạp ngay từ lúc mới 24 tuổi. Mặc dù vậy thời kỳ của Merckx chỉ mới bắt đầu, thời kỳ mà ông chủ yếu ở trong các đội tuyển chuyên nghiệp Faema (1968-1970) và Molteni (1971-1975).
Cho đến khi chấm dứt sự nghiệp vào năm 1977, "kẻ ăn thịt người" này, ông được gọi như vậy vì có một ý chí tấn công không ngừng nghỉ, đã thắng nhiều cuộc đua hơn tất cả các tay đua khác và đã lập vô số kỷ lục. Ông là người đứng thứ nhì trong số hiện nay là 4 người đã chiến thắng giải Tour de France 5 lần, mang chiếc Áo vàng tổng cộng 96 ngày (kỷ lục) và về nhất 34 chặng đua (kỷ lục). Mãi đến năm 2004 Lance Armstrong với 6 lần chiến thắng mới đặt ra một kỷ lục mới về chiến thắng Tour de France. Tờ báo thể thao Pháp L'Equipe, như được dự đoán trước, đã chọn ông là quán quân lớn nhất của Tour nhân dịp lễ kỷ niệm 100 năm Tour de France vào năm 2003.
Nhưng ngược với những người đoạt giải Tour de France khác, trên thực tế ông cũng đã thắng tất cả các cuộc đua khác: Giro d'Italia, cuộc đua vòng khó khăn thứ nhì thế giới, cũng 5 lần (kỷ lục, chung với Alfredo Binda và Fuato Coppi). Vì cũng thắng giải Vuelta a España năm 1973, ông là một trong số chỉ có 4 tay đua đã thắng được tất cả ba giải lớn (Grands Tours). Ông cũng đã thắng Tour de Suisse một lần.
Ngoài ra còn phải ghi lại cho Merckx 3 lần đoạt giải vô địch đua xe đạp thế giới (kỷ lục, chung với Alfredo Binda, Rik van Steenbergen và Óscar Freire Gómez). Gây ấn tượng nhất là danh sách chiến thắng của ông cho các cuộc đua trong ngày lớn nhất, 5 giải gọi là "đài kỷ niệm của thể thao xe đạp", các giải mà bên cạnh ông chỉ còn có Rik van Looy và Roger de Vlaeminck là đã có thể thắng được tất cả:
- 7 lần Milano-San Remo (kỷ lục)
- 2 lần vòng Flanders (tiếng Hà Lan: Ronde van Vlaanderen)
- 3 lần Paris-Roubaix
- 5 lần Lüttich-Bastogne-Lüttich (kỷ lục)
- 2 lần vòng đua Lombardy (tiếng Ý: Giro di Lombardia)

Ngoài ra ông cũng nổi bật trong giải đua 6 ngày được tổ chức trong nhà vào mùa đông với 17 lần đoạt giải. Năm 1972 ông đoạt kỷ lục về vận tốc ở México: với một chiếc xe đạp đua bình thường ông đã chạy 49,431 km trong vòng 60 phút.
Ông 3 lần là vận động viên của thế giới (1969, 1971, 1974) và được bầu là vận động viên của thế kỷ tại Bỉ. Tiếp theo đó Liên đoàn Xe đạp Quốc tế UCI đã bình chọn ông là vận động viên đua xe đạp xuất sắc của thế kỷ thứ 20.
Ngày nay Merckx là nhà kinh doanh với một thương hiệu xe đạp mang tên ông. Ngoài ra ông còn là người tổ chức và bình luận cho nhiều cuộc đua xe đạp. Con trai Axel Merckx là tay đua có nhiều thành tích cho đội tuyển Bỉ Lotto-Domo, đoạt huy chương đồng trong Thế vận hội 2004 tại Athena (Hy Lạp). Ngày 15 tháng 9 năm 2003 trạm tàu điện ngầm mang tên ông đã được khánh thành tại Brussels.